# Kirbyville, Texas
Kirbyville är en ort i Jasper County i Texas. Vid 2020 års folkräkning hade Kirbyville 2 036 invånare.